# Oddział wydzielony
Oddział wydzielony – doraźnie zorganizowany oddział (pododdział) wojsk zmechanizowanych lub pancernych wzmocniony pododdziałami innych rodzajów wojsk, wyznaczony do wykonania zadania bojowego w znacznym oddaleniu od rejonu (obszaru, kierunku) działania sił głównych, ale na ich korzyść. W działaniach zaczepnych OW jest wysyłany przez związek taktyczny do przodu w celu zajęcia i utrzymania do czasu podejścia sił głównych ważnych obiektów, rubieży, przepraw, węzłów komunikacyjnych itp. W działaniach obronnych OW może mieć za zadanie opóźniać natarcie nieprzyjaciela w pasie przesłaniania. 
W natarciu
Oddział wydzielony organizowany jest w celu opanowania istotnych obiektów terenowych w głębi obrony przeciwnika i utrzymywania ich do czasu podejścia sił pierwszego rzutu. Zazwyczaj współdziała z taktycznym desantem powietrznym. organizowany jest na bazie sił odwodu i działa zazwyczaj w sile batalionowego zgrupowania taktycznego. Charakteryzuje się samodzielnością i samowystarczalnością w sensie ogniowo-uderzeniowym oraz w aspekcie logistycznym i dowodzenia, wysokimi możliwościami rozpoznawczymi i manewrowymi oraz odpornością na uderzenia.
Przed wejściem do działań oddział wydzielony przesuwa się za pierwszym rzutem. Wejście do walki zazwyczaj odbywa się na kierunku największego powodzenia sił głównych związku taktycznego (oddziału), w lukach w obronie przeciwnika lub na jego skrzydle. Wojska będące w styczności powinny wiązać ogniem i oślepiać czołowe pododdziały przeciwnika; zapewniać osłonę przeciwlotniczą; zwalniać i utrzymywać drogi podejścia i rozwijania; wykonywać i oznaczać przejścia w polach minowych oraz potęgować uderzenie na innych kierunkach w momencie przekraczania rubieży styczności przez oddział wydzielony.
OW jest to również część sił desantu morskiego, której zadaniem jest opanowanie przyczółka na bronionym przez nieprzyjaciela odcinku wybrzeża w celu stworzenia warunków do lądowania sił głównych desantu.
W obronie
Oddział wydzielony w obronie jest przeznaczony do walki w rejonie sił przesłaniania, a jego walką kieruje dowódca, z którego sił został wysłany. Jego walka powinna być wspierana ogniem artylerii oraz wysiłkiem lotnictwa wojsk lądowych
Instrukcja walki Wojska Polskiego II Rzeczypospolitej określała, że:
- najmniejszym oddziałem zdolnym do wykonania samodzielnego zadania jest w zasadzie oddział wydzielony w sile batalionu piechoty, wsparty artylerią i kawalerią[7].
- oddział wydzielony wykonuje zadanie przez obserwację i walkę, a jego działanie musi cechować szybkość, śmiałość i zdecydowane użycie siły[8].
- łączność oddziałów wydzielonych z dowódcą całości musi być niezawodna i jak najszybsza; dowódca całości powinien wysunąć składnice meldunkowe na osi działania oddziałów wydzielonych[9].